# Alfred Stock
Pour les articles homonymes, voir Stock (homonymie).
Alfred Stock, né le 16 juillet 1876 à Dantzig (en province de Prusse) et mort le 12 août 1946 à Aken (ville d'Allemagne proche de Dessau), est un chimiste allemand inorganicien. Ses principaux domaines de recherche concernèrent la chimie du bore, du silicium et du mercure.

## Biographie
Alfred Stock est né à Dantzig où il vécut jusqu'à l'âge de deux ans lorsque ses parents partirent à Berlin. Il étudia à l'Université Humboldt de Berlin chez Emil Fischer. Il y obtint son diplôme de doctorat en 1899. Par la suite, il étudia un an auprès du chimiste inorganicien et toxicologue français Henri Moissan à Paris. En 1905, il obtint son habilitation et en 1909, il devint professeur ordinaire à la Technische Universität de Wrocław. Là-bas il concentra ses recherches sur le bore, le silicium et leurs hydrures : les boranes et les silanes.
En 1916, il devint chef de service et chercheur au Kaiser-Wilhelm-Institut pour la chimie, où il poursuivit les recherches qu'il avait entamées à Wrocław. En 1921, il devint directeur de ce même institut où à l'époque travaillaient d'autres grands noms de la recherche allemande comme Lise Meitner et Otto Hahn.
À cette époque les problèmes de santé dont il souffrait depuis de nombreuses années, devinrent plus forts. C'est seulement en 1924 que le célèbre toxicologue Louis Lewin découvrit un empoisonnement chronique au mercure comme cause de la maladie de Stock.
En 1926, sa première publication sur ce thème, dans laquelle il démontre un rejet permanent de mercure depuis un amalgame, résout un débat long de plusieurs années sur ce matériau utilisé pour les amalgames dentaires. À la suite de quoi le professeur Stock recommanda énergiquement l'abandon des amalgames. Le débat qui s'ensuivit, eut une répercussion extraordinaire.
La perspective de laboratoires non contaminés par le mercure le conduisit en 1926, à devenir professeur à l'Université de Karlsruhe. Là-bas il poursuivit ses études sur le mercure et devint recteur de la Hochschule en 1929. En 1936, il devint professeur émérite et fut titulaire d'une chaire de recherche à l'université de Berlin.

## Découvertes et inventions
Alfred Stock est à l'origine de diverses inventions et découvertes parmi lesquelles on peut citer :
- L'appareillage de Stock pour les hauts vides qui permet de travailler sans risques et sous vide poussé avec des substances hautement toxiques ou facilement inflammables.
- La nomenclature de Stock qui est le système international pour dénommer le degré d'oxydation des produits chimiques avec des chiffres.
- Il a également posé les bases de la chimie des chélates métalliques.